# Liste des routes nationales de France
Pour les articles homonymes, voir route nationale et RN.

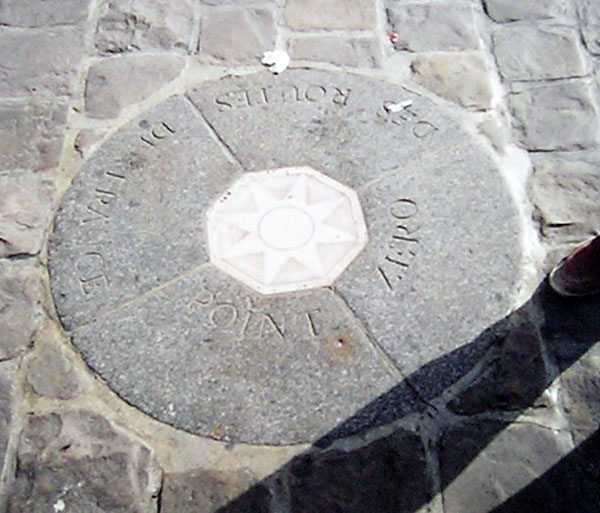
Point zéro des routes de France situé devant la cathédrale Notre-Dame à Paris.

En France, les routes nationales sont des voies d'importance nationale ou européenne qui — en complément des autoroutes — traversent ou maillent de larges portions du territoire, par opposition aux routes départementales ou communales plus localisées. L'usage des routes nationales est normalement gratuit, sauf lors du franchissement de certains ouvrages d’art soumis à péage. Elles sont ouvertes à tous les véhicules, sauf sur certaines sections ayant le statut de voie express ou d'autoroutes.
La construction, l'entretien et l'exploitation de ces voies sont à la charge de l'État au travers des directions interdépartementales des routes (DIR) ; jusqu'en 2006, les directions départementales de l'Équipement en étaient chargées.

## Concept
En France, le concept de route nationale est légalement défini par l'article L121-1 du Code de la voirie routière.
« Les voies du domaine public routier national sont :
1) Les autoroutes ;
2) Les routes nationales.
Le domaine public routier national est constitué d'un réseau cohérent d'autoroutes et de routes d'intérêt national ou européen. Des décrets en Conseil d'État, actualisés tous les dix ans, fixent, parmi les itinéraires, ceux qui répondent aux critères précités.
L'État conserve dans le domaine public routier national, jusqu'à leur déclassement, les tronçons de routes nationales n'ayant pas de vocation départementale et devant rejoindre le domaine public routier communal. »
Les routes nationales sont gratuites d'utilisation pour l'usager, sauf pour la traversée de certains ouvrages d’art remarquables, tels que le pont de Normandie sur la N 1029 ou le tunnel Maurice-Lemaire sur la N 159. La redevance poids lourds liée aux prestations a été abandonnée, ainsi, les routes nationales sont intégralement financées par l’État. Les routes nationales non concédées restent payantes pour l'État et pour les contribuables français, pour un coût de 910 millions d'euros par an en 2023,. Le rapport ONR 2024 cite le chiffre de 648 000 000 euros pour l'investissement sans grands travaux en 2023 et de 332 000 000 euros pour le fonctionnement hors personnel pour 11786 kilomètres de réseau non concédé comptant 11 850 ponts.
Le réseau non concédé est connecté par 11 697 ponts en 2023. 49,5% des 11 850 ponts du RRN NC sont en béton armé.
| Autoroutes        | 12438 | Autoroutes concédées     | 9141 |
| Autoroutes        | 12438 | Autoroutes interurbaines | 1865 |
| Autoroutes        | 12438 | Autoroutes et VRU        | 1432 |
| Routes nationales | 8293  | RN autoroutières         | 2828 |
| Routes nationales | 8293  | Autres RN                | 5465 |

## Histoire

### Création d’un réseau routier national (1811)
Après des balbutiements sous l’Ancien Régime, c’est à Napoléon Ier que revient la création d’un véritable réseau routier national, par le classement de 229 « routes impériales » assurant un maillage de tout le territoire français, territoires annexés compris. Le réseau est organisé en routes « de première classe », numérotées de 1 à 14, en routes « de seconde classe », numérotées de 15 à 27, et « de troisième classe », portant les numéros 28 à 229.

### Des routes impériales aux routes nationales (1811−1830)
Avec la Restauration, les routes impériales deviennent des « routes royales ». Les pertes de territoires de la France à l’issue du congrès de Vienne ayant provoqué la disparition de routes impériales entières, formant des trous dans la numérotation, la nomenclature des routes royales est revue en 1824, pour se rapprocher de celle que nous connaissons actuellement.
Les premières routes royales (numérotées parmi la série 1 à 20) partaient des portes de Paris, voire du parvis de Notre-Dame où un médaillon inscrit dans le sol marque le « point zéro des routes de France ».
Avec l’avènement du roi Louis-Philippe en 1830, les routes royales deviennent les routes nationales, tout en conservant leur nomenclature. Le réseau routier sera ensuite délaissé au profit du développement du chemin de fer, et ce jusqu'à l’arrivée de l’automobile.

### Un maillage dense de l'ensemble de la France (1930−1972)

Carte des routes nationales de la France en 1922.

Face au développement de l’automobile et à la nécessité d’organiser un réseau apte à une circulation de plus en plus forte, la loi du 16 avril 1930 a classé dans la voirie nationale 40 000 km de routes et chemins appartenant à la voirie départementale et communale. Ce classement a produit un réseau dense maillant très efficacement l'ensemble du territoire métropolitain.

### Des déclassements successifs (1972−2006)
Une loi de 1972 a déclassé un grand nombre de routes nationales en routes départementales, principalement issues du classement de 1930, ainsi que les routes nationales parallèles à une autoroute ou à une voie express classée comme route nationale. Ces déclassements sont également l’occasion d’une réforme de la numérotation, une première depuis la réforme de 1824.
Jusqu'en 2006, la France comptait 30 500 km de routes nationales et d'autoroutes non concédées. À titre de comparaison, les routes départementales couvrent une distance totale de 377 986 km au 31 décembre 2009.
La loi de décentralisation du 13 août 2004 a permis un transfert au département de la majeure partie des routes nationales restantes, dites « routes nationales d’intérêt local (RNIL) ». Un décret paru au Journal officiel le 6 décembre 2005 donne la liste des routes qui demeurent dans le réseau routier national, les autres devant être déclassées par des arrêtés préfectoraux. Ce processus de déclassement déjà fortement avancé en 2007 s'est achevé en 2008[réf. nécessaire]. Le réseau routier national résiduel est d'environ 10 500 km, auxquels s'ajoute l'ensemble du réseau autoroutier concédé. Les routes nationales sont devenues beaucoup plus rares et ne couvrent plus que de grandes liaisons transrégionales pour lesquelles la construction d’une autoroute n’a pas été possible.
Le nouveau réseau routier national étant moins dense, l'État a réorganisé ses services routiers et compte désormais :
- 11 directions interdépartementales des Routes (DIR) assurent l'entretien et l'exploitation du réseau selon une logique d'itinéraires.
- 12 directions régionales de l'Environnement, de l'Aménagement et du Logement (DREAL) assurent la maîtrise d'ouvrage des extensions et aménagements du réseau.

### Loi dite 3DS 2023
En 2023, dans le cadre de la loi dite 3DS, 16 départements et 3 métropoles récupèrent un linéaire de 1 360 kilomètres du réseau routier national, et les régions Auvergne-Rhône-Alpes, Grand-Est et Occitanie récupèrent — à titre expérimental — responsabilité et gestion de 1 640 km d’autoroutes et routes nationales.
De ce fait, le réseau routier national géré par l’État est constitué de 8 700 kilomètres auxquels s’ajoutent les 9 200 kilomètres d’autoroutes concédées.
La décision du 4 janvier 2023 liste les sections concernées.

## Liste des routes nationales actuelles
Cette section présente le réseau des routes nationales tel qu’il est aujourd’hui ; pour avoir la liste de toutes les routes nationales ayant existé, voyez cet article.

### Routes nationales 1 à 49
Avec le développement des autoroutes, la plupart — une vingtaine — des 33 premières routes nationales ne concernent plus qu'une seule région.
Certaines routes nationales peuvent traverser trois régions, par exemple : N31, N19, N12, N10 et N6.
Environ 12 des 33 premières routes nationales concernent la région Île-de-France.
| Numéro      | Parcours | Régions traversées                                                                       |
| ----------- | --- | ---------------------------------------------------------------------------------------- |
| N 1         | Rocade Nord d'Amiens et liaison −Port de Boulogne-sur-Mer | Hauts-de-France                                                                          |
| N 2         | Paris (porte de la Villette), Le Bourget (D 932) — Le Blanc-Mesnil — Soissons — Laon — Maubeuge — Belgique () | Île-de-France, Hauts-de-France                                                           |
| N 3         | Paris (porte de Pantin), Bobigny, Livry-Gargan, (D 933) — Villeparisis (Francilienne) — Meaux / Moulins-lès-Metz — Metz / Freyming-Merlebach — (Allemagne ) | Île-de-France, Grand Est                                                                 |
| N 4         | Paris (Nation, porte de Vincennes) (), Joinville-le-Pont (D 4), Pontault-Combault (Francilienne) — Esternay — Fère-Champenoise — Vitry-le-François — Saint-Dizier — Toul, Nancy, Lunéville, Blâmont — Phalsbourg / Ittenheim — Strasbourg — Allemagne () | Île-de-France, Grand Est                                                                 |
| D 905       | Sens (D 905)— Dijon — Poligny — Champagnole — Saint-Laurent-en-Grandvaux — Les Rousses — Suisse (Nyon) | Bourgogne-Franche-Comté                                                                  |
| D 906 D 306 | Paris (porte de Charenton), Charenton, Créteil (D 6 ) — Villeneuve-Saint-Georges, Montgeron, Lieusaint — Melun (D 606), Fontainebleau, Sens — Auxerre (D 965 D 606), Avallon, La Roche-en-Brenil (D 906) — Chalon-sur-Saône, Romanèche-Thorins (D 306), Champagne-au-Mont-d'Or — Lyon (Croix-Rousse, Bellecour, Pont de la Guillotière) — Bron (D 306 D 1006) — Chambéry — Mont-Cenis — Italie (,Turin). | Île-de-France, Bourgogne-Franche-Comté, Auvergne-Rhône-Alpes                             |
| N 7         | Paris (Place d'Italie, porte d'Italie) (D 7), Traversée souterraine de l'aéroport d'Orly, Fontainebleau (D 607D 2007 — Cosne-sur-Loire, sud de Nevers () — Moulins — Roanne, Lentilly — La Tour-de-Salvagny (D 30 D 307, Écully (D 407) — Lyon (Perrache), (Jean Macé) — Saint-Fons — Communay, Vienne — Valence — Montélimar — Orange, sortie sud-est d'Avignon                                         | Île-de-France, Bourgogne-Franche-Comté, Auvergne-Rhône-Alpes, Provence-Alpes-Côte d'Azur |
| N 9         | Massiac | Auvergne-Rhône-Alpes                                                                     |
| N 10        | Paris (porte de Saint-Cloud) — Sèvres (D 910), — Versailles (D 10), — Les Quatre Pavés du Roi — Rambouillet — Ablis — Chartres — Tours — Châtellerault — Poitiers — Angoulême -Bordeaux — Bayonne — Hendaye — Espagne (N-1) | Île-de-France, Centre-Val de Loire, Nouvelle-Aquitaine                                   |
| N 11        | Poitiers — Niort — La Rochelle | Nouvelle-Aquitaine                                                                       |
| N 12        | Jouy-en-Josas () — Saint-Cyr-l'École — Dreux — Alençon — Mayenne — Fougères — Rennes — Saint-Brieuc — Brest | Île-de-France, Centre-Val de Loire, Normandie, Pays de la Loire, Bretagne                |
| N 13        | Paris (Pte Maillot) — Le Port-Marly — Saint-Germain-en-Laye — Orgeval, Mantes-la-Jolie — Évreux, Caen — Cherbourg | Île-de-France, Normandie                                                                 |
| N 14        | Saint-Denis () — Épinay-sur-Seine puis déviation de Puiseux-Pontoise | Île-de-France                                                                            |
| N 17        | Le Blanc-Mesnil () — Arras — Avion | Île-de-France, Hauts-de-France                                                           |
| N 19        | Boissy-Saint-Léger — Brie-Comte-Robert // Rolampont () — Langres — Vesoul — Châlonvillars — Banvillars — Sevenans, Grandvillars — Delle (Plateforme douanière avec la Suisse) | Île-de-France, Grand Est, Bourgogne-Franche-Comté                                        |
| N 19j       | Liaison − à Frotey-lès-Vesoul | Bourgogne-Franche-Comté                                                                  |
| N 20        | Pamiers () — Foix — ax les thermes - Tunnel du Puymorens — Ur — Espagne (N-154) | Occitanie                                                                                |
| N 21        | Limoges — Périgueux — Bergerac — Agen — Auch — Tarbes — Lourdes — Argelès-Gazost () | Nouvelle-Aquitaine, Occitanie                                                            |
| N 22        | L'Hospitalet-près-l'Andorre — Andorre | Occitanie                                                                                |
| N 24        | Rennes — Ploërmel — Hennebont — Lorient | Bretagne                                                                                 |
| N 25        | Amiens — Doullens — Arras | Hauts-de-France                                                                          |
| N 27        | Tôtes — Saint-Aubin-sur-Scie — Dieppe | Normandie                                                                                |
| N 28        | Rouen — Isneauville | Normandie                                                                                |
| N 31        | Rouen — Gournay-en-Bray — Ferrières-en-Bray — Beauvais — Clermont-de-l'Oise — Compiègne — Soissons — Reims | Normandie, Hauts-de-France, Grand Est                                                    |
| N 33        | Saint-Avold — Creutzwald | Grand Est                                                                                |
| N 36        | Melun — Meaux | Île-de-France                                                                            |
| N 37        | — Barbizon | Île-de-France                                                                            |
| N 41        | Illies — Lille | Hauts-de-France                                                                          |
| N 42        | Boulogne-sur-Mer — Saint-Omer | Hauts-de-France                                                                          |
| N 43        | Le Piquet, commune de Tremblois-lès-Rocroi — Charleville-Mézières, Sedan — Bazeilles | Grand Est                                                                                |
| N 44        | La Veuve — Châlons-en-Champagne — Vitry-le-François | Grand Est                                                                                |
| N 47        | Lens — Illies | Hauts-de-France                                                                          |
| N 49        | Maubeuge | Hauts-de-France                                                                          |

### Routes nationales 51 à 100
Sur les 23 nationales suivantes, 9 environ passent dans le Grand Est. 6 environ par BFC et 6 par ARA.
| Numéro | Parcours | Régions traversées                       |
| ------ | --- | ---------------------------------------- |
| N 51   | Épernay — Reims — Charleville-Mézières — Givet                                                                           | Grand Est                                |
| N 52   | Metz — Thionville — Longwy                                                                                               | Grand Est                                |
| N 57   | Flavigny-sur-Moselle — Épinal — Remiremont — Vesoul — Besançon — Pontarlier — Jougne puis en Suisse direction Ballaigues | Grand Est, Bourgogne-Franche-Comté       |
| N 58   | Sedan — Bouillon | Grand Est                                |
| N 59   | Moncel-lès-Lunéville — Baccarat — Raon-l'Étape — Saint-Dié-des-Vosges — Raves                                            | Grand Est                                |
| N 61   | Phalsbourg — Sarralbe — Sarreguemines — Grosbliederstroff — Sarrebruck                                                   | Grand Est                                |
| N 65   | — Auxerre | Grand Est                                |
| N 66   | Remiremont — Le Thillot — Saint-Maurice-sur-Moselle — Bussang — Col de Bussang                                           | Grand Est                                |
| N 67   | Saint-Dizier — Chaumont                                                                                                  | Grand Est                                |
| N 70   | Paray-le-Monial — Montchanin                                                                                             | Bourgogne-Franche-Comté                  |
| N 77   | Auxerre — Troyes | Bourgogne-Franche-Comté, Grand Est       |
| N 79   | Digoin (A79) — Paray-le-Monial — Charolles — Charnay-lès-Mâcon (A406)                                                    | Bourgogne-Franche-Comté                  |
| N 80   | Montchanin — Chalon-sur-Saône                                                                                            | Bourgogne-Franche-Comté                  |
| N 82   | L'Hôpital-sur-Rhins — Balbigny ()                                                                                        | Auvergne-Rhône-Alpes                     |
| N 83   | Saint-Lothain () — Poligny — Arbois — Beure ()                                                                           | Bourgogne-Franche-Comté                  |
| N 85   | Pont-de-Claix — La Mure — Gap — La Saulce, Aubignosc — Digne-les-Bains — Barrême                                         | Auvergne-Rhône-Alpes, PACA               |
| N 86   | Bollène () — Pont-Saint-Esprit — Bagnols-sur-Cèze                                                                        | PACA, Occitanie                          |
| N 87   | Rocade sud de Grenoble                                                                                                   | Auvergne-Rhône-Alpes                     |
| N 88   | Saint-Chamond () — Saint-Étienne — Le Puy-en-Velay — Langogne — Mende — Rodez — Albi — Marssac-sur-Tarn ()               | Auvergne-Rhône-Alpes, Occitanie          |
| N 89   | Section prolongeant l'A711 à Clermont-Ferrand, puis Arveyres (A89) — Bordeaux (A630)                                     | Auvergne-Rhône-Alpes, Nouvelle-Aquitaine |
| N 90   | Albertville — Bourg-Saint-Maurice                                                                                        | Auvergne-Rhône-Alpes                     |
| N 94   | Gap — Chorges — Savines-le-Lac — Embrun — Briançon — Montgenèvre — Italie ()                                             | PACA                                     |
| N 98   | Liaison −Hyères | PACA                                     |
| N 100  | Remoulins — Avignon | Occitanie, PACA                          |

### Routes nationales 102 à 150
| Numéro | Parcours                                                                             | Régions traversées                       |
| ------ | ------------------------------------------------------------------------------------ | ---------------------------------------- |
| N 102  | Lempdes-sur-Allagnon — Brioude — Le Puy-en-Velay, La Sauvetat — Aubenas — Montélimar | Auvergne-Rhône-Alpes                     |
| N 104  | Villiers-Adam — Épiais-lès-Louvres, Noisiel — Évry — Marcoussis                      | Ile-de-France                            |
| N 105  | Melun — Montereau-Fault-Yonne                                                        | Ile-de-France                            |
| N 106  | Nîmes — Alès — Florac Trois Rivières — Mende                                         | Occitanie                                |
| N 109  | Clermont-l'Hérault — Montpellier                                                     | Occitanie                                |
| N 112  | Mazamet — Castres                                                                    | Occitanie                                |
| N 113  | Saint-Martin-de-Crau — Arles, Nîmes — Vendargues (A709)                              | Occitanie, PACA, Auvergne-Rhône-Alpes    |
| N 116  | Perpignan — Bourg-Madame                                                             | Occitanie                                |
| N 118  | Sèvres — Les Ulis ()                                                                 | Ile-de-France                            |
| N 122  | Massiac — Murat — Aurillac — Figeac                                                  | Occitanie, Auvergne-Rhône-Alpes          |
| N 123  | Fait partie du contournement de Chartres.                                            | Centre-Val de Loire                      |
| N 124  | Toulouse — Auch — Vic-Fezensac — Lamothe ( & D 931)                                  | Occitanie,                               |
| N 125  | Montréjeau — Fos — Espagne                                                           | Occitanie                                |
| N 126  | Toulouse — Castres                                                                   | Occitanie                                |
| N 129  | Avignon                                                                              | PACA                                     |
| N 134  | Saugnac-et-Muret () — col du Somport                                                 | Nouvelle-Aquitaine                       |
| N 135  | Bar-le-Duc — Ligny-en-Barrois                                                        | Grand Est                                |
| N 136  | Ceinture périphérique de Rennes.                                                     | Bretagne                                 |
| N 137  | Rennes — Nantes                                                                      | Bretagne, Pays de la Loire               |
| N 138  | Rouen (avenue Jean-Rondeaux et pont Guillaume-le-Conquérant)                         | Normandie                                |
| N 141  | Saintes — Cognac — Angoulême — Limoges                                               | Nouvelle-Aquitaine                       |
| N 142  | Bourges — Saint-Germain-du-Puy                                                       | Centre-Val de Loire                      |
| N 145  | Bellac — La Souterraine — Guéret — Montluçon ()                                      | Nouvelle-Aquitaine, Auvergne-Rhône-Alpes |
| N 147  | Poitiers — Limoges                                                                   | Nouvelle-Aquitaine                       |
| N 149  | Nantes — Poitiers                                                                    | Pays de la Loire, Nouvelle-Aquitaine     |
| N 150  | Saintes — Royan                                                                      | Nouvelle-Aquitaine                       |

### Routes nationales 151 à 192
| Numéro | Parcours                                                                     | Départements et/ou région                                                 |
| ------ | ---------------------------------------------------------------------------- | ------------------------------------------------------------------------- |
| N 151  | Châteauroux — Bourges — La Charité-sur-Loire — Clamecy — Auxerre             | Indre en Centre-Val-de-Loire et Bourgogne-Franche-Comté                   |
| N 154  | Évreux — La Madeleine-de-Nonancourt, Dreux — Chartres — Allaines-Mervilliers | Eure en Normandie et Eure-et-Loir en Centre-Val-de-Loire                  |
| N 157  | La Gravelle () — Rennes                                                      | Mayenne et Bretagne                                                       |
| N 158  | Caen — Falaise                                                               | Calvados en Normandie                                                     |
| N 159  | Raves — Sainte-Marie-aux-Mines                                               | Vosges en Lorraine et Haut-Rhin en Grand Est                              |
| N 162  | Mayenne — Laval — Château-Gontier-sur-Mayenne — Le Lion-d'Angers             | Mayenne et Maine-et-Loire dans les Pays de la Loire (reste aucun)         |
| N 164  | Montauban-de-Bretagne — Châteaulin                                           | Ille-et-Vilaine et Finistère en Bretagne                                  |
| N 165  | Nantes — Vannes — Lorient — Quimper — Brest                                  | Morbihan et Finistère en Bretagne et région nantaise hors Bretagne        |
| N 166  | Ploërmel — Vannes                                                            | Morbihan en Bretagne                                                      |
| N 171  | Saint-Nazaire — Nozay                                                        | Loire-Atlantique en Pays de la Loire                                      |
| N 174  | Carentan — Saint-Lô — Guilberville                                           | Manche en Normandie                                                       |
| N 175  | Pontorson — Avranches — Ponts                                                | Manche en Normandie                                                       |
| N 176  | Pré-en-Pail — Domfront — Dinan — Plestan                                     | Mayenne en Pays-de-la-Loire, Orne en Normandie, Côtes-d'Armor en Bretagne |
| N 182  | Pont de Tancarville (), Harfleur — Le Havre                                  | Seine-Maritime en Normandie                                               |
| N 184  | Saint-Germain-en-Laye — L'Isle-Adam ()                                       | Yvelines et Val-d'Oise en Ile de France                                   |
| N 186  | Thiais () — Fresnes ( ), Le Chesnay-Rocquencourt () — Le Port-Marly ()       | Val-de-Marne et Yvelines en Ile de France                                 |
| N 186b | Voies latérales de la entre Thiais et Fresnes.                               | Val-de-Marne en Ile de France                                             |
| N 188  | Massy () — Les Ulis                                                          | Essonne en Ile de France                                                  |
| N 191  | Corbeil-Essonnes — Mennecy — Étampes — Ablis                                 | Essonne et Yvelines en Ile de France                                      |
| N 192  | (Déclassé en D 992) Voie souterraine à La Défense.                           | ?                                                                         |

### Routes nationales 201 à 385
Ces routes sont situées en tout ou partie sur une à deux collectivités locales chacune pour la plupart. Certaines relient deux régions.
| Numéro | Parcours                                                                                        | Départements et/ou région                                                      |
| ------ | ----------------------------------------------------------------------------------------------- | ------------------------------------------------------------------------------ |
| N 201  | Voie rapide urbaine de Chambéry                                                                 |                                                                                |
| N 202  | D 902 — Barrême                                                                                 | Alpes-de-Haute-Provence en région PACA                                         |
| N 205  | Annemasse — Chamonix — Tunnel du Mont-Blanc — Italie                                            | Haute-Savoie en région Auvergne-Rhône-Alpes                                    |
| N 209  | Creuzier-le-Neuf — Varennes-sur-Allier                                                          | Allier en région Auvergne-Rhône-Alpes                                          |
| N 216  | — Port de Calais                                                                                | Manche en région Normandie                                                     |
| N 221  | Trélissac — Saint-Laurent-sur-Manoire                                                           | Dordogne en région Nouvelle-Aquitaine                                          |
| N 224  | L'Isle-Jourdain — Blagnac                                                                       | Gers et Haute-Garonne en région Occitanie, (reste aucune)                      |
| N 225  | — Dunkerque                                                                                     | Nord en région Hauts-de-France                                                 |
| N 227  | Lesquin (−) — Villeneuve-d’Ascq ()                                                              | Nord en région Hauts-de-France                                                 |
| N 230  | Bègles — Lormont                                                                                | Gironde en région Nouvelle-Aquitaine                                           |
| N 237  | Rocade nord de La Rochelle                                                                      | Charente-Maritime en région Nouvelle-Aquitaine                                 |
| N 244  | Reims — Witry-lès-Reims                                                                         | Marne en région Grand-Est                                                      |
| N 248  | Épannes — ( 33)                                                                                 | Deux-Sèvres en région Nouvelle-Aquitaine                                       |
| N 249  | Nantes — Cholet — Bressuire                                                                     | Deux-Sèvres en région Nouvelle-Aquitaine et Maine-et-Loire en Pays de la Loire |
| N 250  | Gujan-Mestras — Arcachon                                                                        | Gironde en région Nouvelle-Aquitaine                                           |
| N 254  | Allaines-Mervilliers — ( 12)                                                                    | Eure-et-Loir en région Centre-Val-de-Loire                                     |
| N 265  | rocade est de Brest                                                                             | Finistère en région Bretagne                                                   |
| N 274  | Boulevard périphérique de Dijon                                                                 | Côte-d'Or en région Bourgogne-Franche-Comté, (reste aucun)                     |
| N 282  | — Le Havre                                                                                      | Seine-Maritime en région Normandie                                             |
| N 296  | — (vers Grenoble)                                                                               | Isère en région Auvergne-Rhône-Alpes                                           |
| N 301  | Bretelle de l’ ( 4) à La Courneuve.                                                             | Seine-Saint-Denis en région Ile-de-France                                      |
| N 306  | Le Petit-Clamart D 906 — ( 5)                                                                   | Hauts-de-Seine en région Ile-de-France                                         |
| N 315  | Asnières-sur-Seine — Gennevilliers (, )                                                         | Hauts-de-Seine en région Ile-de-France                                         |
| N 316  | Autoroute — Loon-Plage (Port autonome de Dunkerque)                                             | Nord en région Hauts-de-France                                                 |
| N 320  | L'Hospitalet-près-l'Andorre — Col de Puymorens — Porté-Puymorens                                | Ariège et Pyrénées-Orientales en région Occitanie                              |
| N 324  | Vauciennes — Crépy-en-Valois — Senlis                                                           | Oise en région Hauts-de-France                                                 |
| N 330  | Creil — Senlis — Mont-l'Évêque — Ermenonville — Le Plessis-Belleville — Saint-Soupplets — Meaux | Oise en région Hauts-de-France et Seine-et-Marne en région Ile-de-France       |
| N 335  | Coudekerque-Branche                                                                             | Nord en région Hauts-de-France                                                 |
| N 337  | Le Coudray-Montceaux                                                                            | Essonne en région Ile-de-France                                                |
| N 338  | Le Grand-Quevilly                                                                               | Seine-Maritime en région Normandie                                             |
| N 346  | Saint-Priest — Vaulx-en-Velin                                                                   | Métropole de Lyon en région Auvergne-Rhône-Alpes                               |
| N 349  | Tourcoing — Neuville-en-Ferrain                                                                 | Nord en région Hauts-de-France                                                 |
| N 353  | Rocade sud de Strasbourg : Fegersheim — Eschau — Allemagne                                      | Bas-Rhin en région Grand-Est                                                   |
| N 356  | Lille ( ) — Wasquehal ()                                                                        | Nord en région Hauts-de-France                                                 |
| N 385  | Interruption de l’ entre Vélizy-Villacoublay et Antony.                                         | Hauts-de-Seine et Yvelines en région Ile-de-France                             |

### Routes nationales 406 à 844
| Numéro | Parcours                                                                                           | Départements et/ou région                                                                                           |
| ------ | -------------------------------------------------------------------------------------------------- | --- |
| N 406  | Créteil — Valenton — Limeil-Brévannes — Bonneuil-sur-Marne — Boissy-Saint-Léger                    | Val-de-Marne en région Ile-de-France                                                                                |
| N 425  | Sainte-Catherine-lès-Arras (liaison − )                                                            | Pas-de-Calais en région Hauts-de-France                                                                             |
| N 431  | — ( 29)                                                                                            | |
| N 440  | Voies latérales de l’ entre Grigny et Évry-Courcouronnes (sens Paris−Lyon).                        | Essonne en Ile de France                                                                                            |
| N 441  | Voies latérales de l’ entre Grigny et Évry-Courcouronnes (sens Lyon−Paris).                        | Essonne en Ile de France                                                                                            |
| N 444  | Saint-Herblain (accès boulevard périphérique Nantes) à Sautron / Saint-Étienne-de-Montluc (accès ) | Loire-Atlantique en Pays de la Loire                                                                                |
| N 446  | Saclay — Saintry-sur-Seine                                                                         | Essonne en Ile de France                                                                                            |
| N 449  | — Ris-Orangis                                                                                      | Essonne en Ile de France                                                                                            |
| N 481  | Saint-Martin-le-Vinoux — Grenoble                                                                  | Isère en Auvergne-Rhône-Alpes                                                                                       |
| N 486  | Nogent-sur-Marne — ( 5)                                                                            | Val-de-Marne en Ile de France                                                                                       |
| N 488  | Saint-Étienne                                                                                      | |
| N 520  | Limoges                                                                                            | Haute-Vienne en Nouvelle-Aquitaine                                                                                  |
| N 523  | Tunnel de Puymorens (numéroté sur le terrain)                                                      | |
| N 524  | Langon — Captieux — Gabarret — Cazaubon — Eauze — Espas                                            | Gironde et Landes (département) en Nouvelle-Aquitaine et Gers (département) en Occitanie (reste Nouvelle-Aquitaine) |
| N 532  | Valence — Bourg-de-Péage                                                                           | Drôme en Auvergne-Rhône-Alpes                                                                                       |
| N 537  | La Rochelle                                                                                        | Charente-Maritime en Nouvelle-Aquitaine                                                                             |
| N 542  | Le Pontet — Montgardin                                                                             | Vaucluse et Hautes-Alpes en PACA                                                                                    |
| N 543  | Tunnel du Fréjus                                                                                   | |
| N 568  | Raphèle-lès-Arles — Martigues — Marseille                                                          | Bouches-du-Rhône en PACA (reste aucun)                                                                              |
| N 569  | Orgon — Miramas — Istres — Fos-sur-Mer                                                             | Bouches-du-Rhône en PACA (reste aucun)                                                                              |
| N 572  | Pont de Lunel — Aimargues — Vauvert — Saint-Gilles — Arles                                         | Bouches-du-Rhône en PACA et Gard en Occitanie (reste Gard)                                                          |
| N 580  | Bagnols-sur-Cèze — Villeneuve-lès-Avignon ()                                                       | Gard en Occitanie                                                                                                   |
| N 814  | Boulevard périphérique de Caen                                                                     | |
| N 844  | Fait partie du boulevard périphérique de Nantes.                                                   | |

### Routes nationales à quatre chiffres
Un numéro de route nationale à quatre chiffres évoque souvent un tracé provisoire, amené à être déclassé ou renuméroté après l’ouverture d’un autre tronçon, un court embranchement de route nationale à deux ou trois chiffres ou encore une route nationale issue d’un déclassement d’autoroute, ce qui explique que la liste suivante évolue souvent au gré des déclassements et reclassements.
| Numéro | Parcours |
| ------ | --- |
| N 1007 | Avignon — Rognonas                                                                                                 |
| N 1012 | Rennes — Vezin-le-Coquet                                                                                           |
| N 1013 | Courbevoie — Puteaux, Fauville () — Parville (tronçon en construction, sera intégré à la à son achèvement).        |
| N 1014 | Liaison − sous le parvis de La Défense.                                                                            |
| N 1021 | Contournement nord-ouest d’Agen.                                                                                   |
| N 1029 | Pont de Normandie ()                                                                                               |
| N 1043 | Contournement sud de Sedan, numéroté sur le terrain.                                                               |
| N 1057 | Besançon |
| N 1104 | Épiais-les-Louvres — Compans ( ), sera déclassée après l’ouverture du contournement par l’est de Roissy, ou -nord. |
| N 1106 | Rocade ouest de Mende.                                                                                             |
| N 1113 | Contournement sud d’Agen.                                                                                          |
| N 1124 | Côte de la Morue à Gimont                                                                                          |
| N 1134 | Tunnel du Somport                                                                                                  |
| N 1135 | Bar-le-Duc (Voie sacrée nationale) — Longeville-en-Barrois ()                                                      |
| N 1154 | contournement de Chartres entre la D 923 et la                                                                     |
| N 1197 | dédoublement de la par la vallée de l'Ostriconi                                                                    |
| N 1338 | Pont Gustave-Flaubert à Rouen.                                                                                     |
| N 2020 | Ancienne à Ax-les-Thermes et Savignac-les-Ormeaux                                                                  |
| N 2043 | Pénétrante est de Lyon (depuis l’ et le boulevard Laurent-Bonnevay)                                                |
| N 2125 | Ancienne route nationale 125 dans Saint-Béat                                                                       |
| N 2165 | Pont Albert-Louppe (Le Relecq-Kerhuon−Plougastel-Daoulas)                                                          |
| N 2338 | Court tronçon dans le sud de Rouen                                                                                 |
| N 2350 | /-Palais de la Musique et des Congrès de Strasbourg ; Anciennement appelée                                         |
| N 2516 | Ex- |
| N 2537 | −Port de La Rochelle                                                                                               |
| N 2621 | −Aéroport de Toulouse-Blagnac : très court tronçon déclassé de l'A621                                              |

### Routes nationales de l'Outre-mer
Les routes nationales de Guadeloupe, de Martinique, de Guyane et de La Réunion ont été créées par des décrets de 1951. Celles de Saint-Pierre-et-Miquelon ont été créées par un arrêté de 1978. Celles de Mayotte ont été créées par un décret de 1978.

#### Guyane
| Numéro | Parcours                                      |
| ------ | --------------------------------------------- |
| N 1    | Saint-Laurent-du-Maroni - Kourou - Cayenne    |
| N 2    | Cayenne - Régina - Saint-Georges-de-l'Oyapock |

#### Saint-Pierre-et-Miquelon
| Numéro | Parcours                                                                      |
| ------ | ----------------------------------------------------------------------------- |
| N 1    | Saint-Pierre - Étang des Laveuses                                             |
| N 2    | Aéroport de Saint-Pierre Pointe-Blanche - Saint-Pierre - Quai en eau profonde |
| N 3    | Miquelon - Cap Blanc                                                          |
| N 4    | Miquelon - Aérodrome de Miquelon                                              |

#### La Réunion
| Numéro | Parcours                                                                   |
| ------ | -------------------------------------------------------------------------- |
| N 1    | Saint-Denis - Saint-Pierre par l'ouest                                     |
| N 2    | Saint-Denis - Saint-Pierre par l'est                                       |
| N 3    | Saint-Benoît - Le Tampon - Saint-Pierre                                    |
| N 3B   | Antenne vers le centre-ville de Saint-Pierre                               |
| N 4    | Le Port (RP de Tamatave - RP des Danseuses par Av du 20 décembre 1848)     |
| N 4A   | Le Port (RP de Tamatave - RP des Danseuses par Boulevard des Mascareignes) |
| N 5    | Cilaos - Saint-Louis                                                       |
| N 6    | Saint-Denis - Aéroport de la Réunion                                       |
| N 7    | Le Port - Saint-Paul N 1                                                   |

#### Mayotte
| Numéro | Parcours                                    |
| ------ | ------------------------------------------- |
| N 1    | Mamoudzou - Mtsamboro                       |
| N 2    | Mamoudzou - Sada                            |
| N 3    | Tsararano - Dembeni - Chirongui - Tsimkoura |
| N 4    | Dzaoudzi - Pamandzi                         |